# ジミー・モラレス
ジミー・モラレス（スペイン語: Jimmy Morales、1969年3月18日 - ）は、グアテマラの政治家。
同国の大統領を務めた。政治家になる前は、喜劇俳優であった。
出生名はハメス・エルネスト・モラレス・カブレラ (James Ernesto Morales Cabrera) 。

## 経歴
福音主義の貧しい家庭のもとに、グアテマラシティで生まれる。サン・カルロス・デ・グアテマラ大学から、経営学と神学の学位を取得した。
「モラレハス」というテレビ番組に兄弟のサミーとともに出演し、コメディアンとして有名になった。2011年には、氏名をハメス・エルネスト・モラレス・カブレラからジミー・モラレスに正式に改めた。芸能活動のかたわら、2013年に小政党の国民集中戦線 (FCN) に入党し、その幹事長になった。
2015年の大統領選挙では国民集中戦線の大統領候補に指名された。当初は泡沫候補とみられていたが、投票日が近づくにつれ支持を伸ばし、予備選の第1回投票で1位につけ、決選投票に進出することができた。モラレスは保守的な価値観を掲げ、腐敗との戦いをアピールした。モラレスのスローガンは「腐敗はなし、泥棒もなし」 (Ni corrupto, ni ladrón) であった。自らをナショナリストとして位置づけ、死刑を支持し、妊娠中絶に反対した。その上、先住民族のイシル族に対して行われたジェノサイドを否定した。退任するオットー・ペレス・モリーナ大統領が詐欺と汚職の容疑で逮捕されたことも、モラレスへの追い風となった。最終的には、決選投票で対立候補にダブルスコアをつける圧勝で大統領に当選した。彼の当選は、伝統的な政治エリートに対する多くのグアテマラ国民の不信のあらわれと受け止められた。
2019年10月22日の即位礼正殿の儀に参列し、10月24日には迎賓館赤坂離宮で安倍晋三内閣総理大臣と会談を行った。大統領の再選は禁止されているため、2020年1月14日に任期満了で大統領を退任。
既婚で、3人の子どもがいる。